# Ho Chi Minh-staden

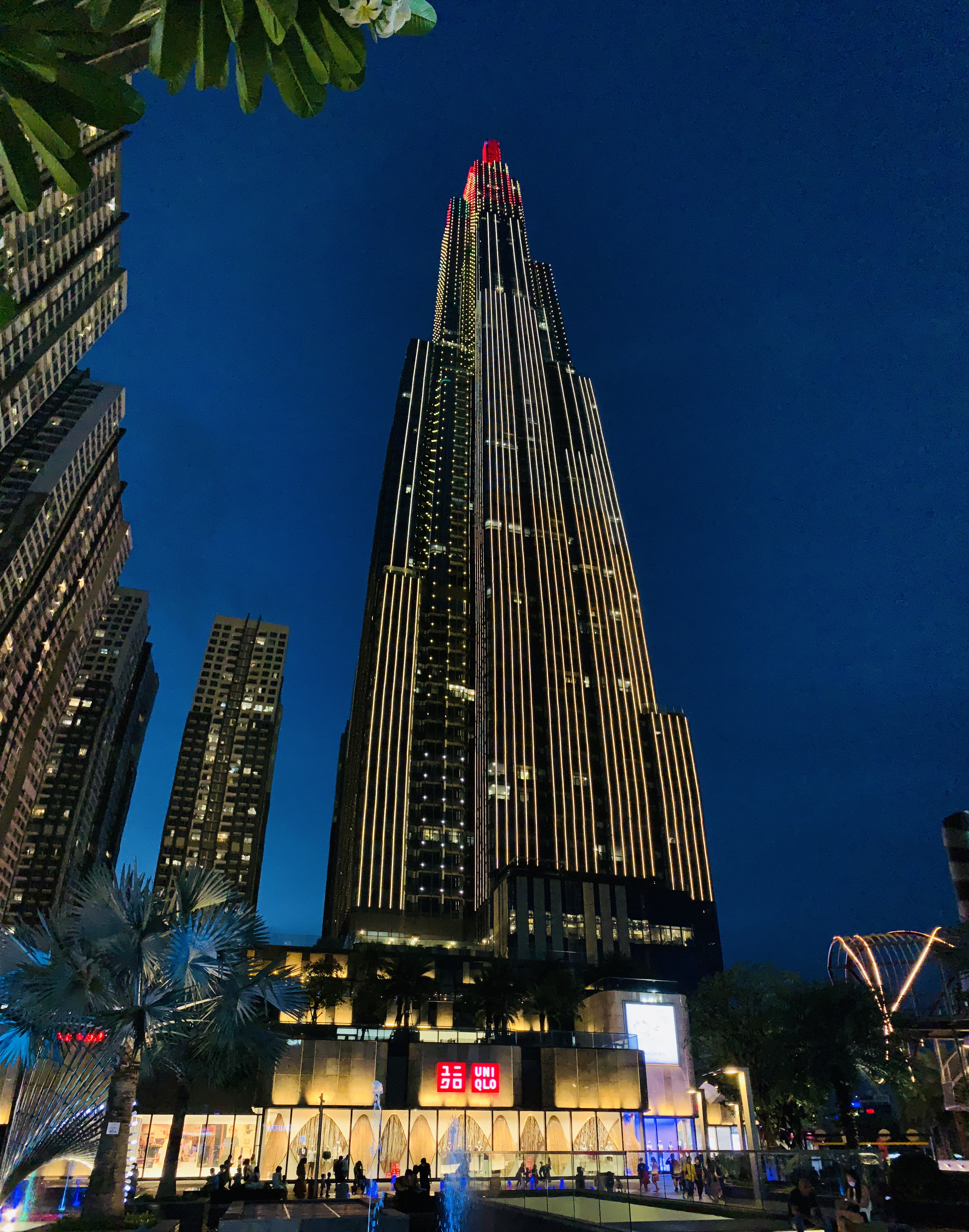
Landmark 81

Hô Chi Minh-staden (på vietnamesiska Thành phố Hồ Chí Minh), tidigare Saigon (vietnamesiska Sài Gòn; 'sandflod'), är en stad i södra Vietnam på den västra stranden av Saigonfloden. Den är landets största stad med cirka 7,2 miljoner invånare, varav cirka 5,9 miljoner bor i själva centralorten. Ho Chi Minh-staden är en av fem provinser i Vietnam som har status som storstadsprovins.
Många vietnameser refererar fortfarande till Saigon eller kallar sig själva saigoneser och Saigon återfinns i många lokala företagsnamn etc. Vanligen används "Saigon" dock bara om Ho Chi Minh-stadens innerstadsdistrikt.

## Historia
Ursprungligen kallad Prey Nokor (på khmer) kom staden, efter det att den på 1600-talet kom att domineras av från norr inflyttade vietnameser, att kallas Sài Gòn (Saigon, ett namn med omtvistad etymologi), eller officiellt, Gia Dinh. Saigon intogs av Frankrike 1859 och gjordes till huvudort i Franska Cochinkina. Åren 1887–1902 var Saigon även huvudstad i Franska Indokina. Innan fransmännen drevs ut lät de installera kejsare Bao Dai som gjorde Saigon till sin huvudstad år 1950.
Efter Vietnams delning 1954 fortsatte Saigon som huvudstad för Republiken Vietnam, Sydvietnam, under president Ngo Dinh Diem. Den indelningen höll till år 1975 när regeringen störtades av armén från Demokratiska republiken Vietnam, Nordvietnam, och deras allierade i befrielsefronten FNL. Stadens döptes den 2 juli 1976 om efter den tidigare nordvietnamesiske ledaren Ho Chi Minh och utvidgades samtidigt geografiskt.

## Administrativ indelning
Stadsprovinsen är indelad i totalt 24 distrikt, varav 19 räknas som urbana distrikt (quận) och utgör den centrala staden. De urbana distrikten täcker en yta av 494 km², landsbygdsdistrikten 1 601 km², vilket gör en total areal av 2 095 km².
Tolv av de urbana distrikten är numrerade 1 till 12, medan de övriga urbana distrikten heter Binh Tan, Binh Thanh, Go Vap, Phu Nhuan, Tan Binh, Tan Phu och Thu Duc.
De fem landsbygdsdistrikten är Binh Chanh, Can Gio, Cu Chi, Hoc Mon och Nha Be. 

## Demografi
Folkmängden uppgick till 7 162 864 invånare vid folkräkningen 2009. Förutom att vara den mest befolkade staden i Vietnam utgör den också den folkrikaste administrativa enheten på provinsnivå. 5 968 384 invånare (83,3 procent) räknades år 2009 som urban befolkning, varav 5 880 615 invånare bodde i de nitton distrikt som utgör den centrala staden.
Flertalet av invånarna är antingen vietnameser (kinh) eller utlandskineser (Hoa). Det är också betydande grupper av vietnamesiska minoritetsgrupper i staden. Kineserna utgör en större del i framför allt Cholon (som täcker ett område i fyra distrikt), som räknas som ett Chinatown.

## Geografi och klimat
Ho Chi Minh-staden är belägen i södra Vietnam, 1 760 km från Hanoi. Den utgör en egen provins som i norr gränsar till Tay Ninh och Binh Duong, i öster till Dong Nai och Ba Ria-Vung Tau och i väster till Long An. I söder gränsar staden till Sydkinesiska sjön med en 15 kilometer lång kuststräcka. Stadsprovinsens yta är 2 095 km². Stadens klimat är tropiskt, med en genomsnittlig luftfuktighet på 75%. Regnperioden varar oftast från maj till november medan torrperioden pågår från december till april. Medeltemperaturen är 28 °C, med högsta temperaturen i april och den lägsta i slutet av december, men skillnaderna under året är små.
Klimattabell 
|                                            | Jan  | Feb | Mar | Apr | Maj | Jun | Jul | Aug | Sep | Okt | Nov | Dec |
| ------------------------------------------ | ---- | --- | --- | --- | --- | --- | --- | --- | --- | --- | --- | --- |
| Normaldygnets maximitemperaturs medelvärde | 32,0 | 33  | 34  | 34  | 33  | 32  | 31  | 32  | 31  | 31  | 30  | 31  |
| Normaldygnets minimitemperaturs medelvärde | 21   | 22  | 23  | 24  | 25  | 24  | 25  | 24  | 23  | 23  | 22  | 22  |
|                                            |      |     |     |     |     |     |     |     |     |     |     |     |
| Nederbörd                                  | 14   | 4   | 12  | 42  | 220 | 331 | 313 | 267 | 334 | 268 | 115 | 56  |

| Diagram | temperaturer i °C • månadsnederbörd i mm | temperaturer i °C • månadsnederbörd i mm | temperaturer i °C • månadsnederbörd i mm | temperaturer i °C • månadsnederbörd i mm | temperaturer i °C • månadsnederbörd i mm | temperaturer i °C • månadsnederbörd i mm | temperaturer i °C • månadsnederbörd i mm | temperaturer i °C • månadsnederbörd i mm | temperaturer i °C • månadsnederbörd i mm | temperaturer i °C • månadsnederbörd i mm | temperaturer i °C • månadsnederbörd i mm | temperaturer i °C • månadsnederbörd i mm |
|         | 14 32 21                                 | 4 33 22                                  | 12 34 23                                 | 42 34 24                                 | 220 33 25                                | 331 32 24                                | 313 31 25                                | 267 32 24                                | 334 31 23                                | 268 31 23                                | 115 30 22                                | 56 31 22                                 |

## Ekonomi

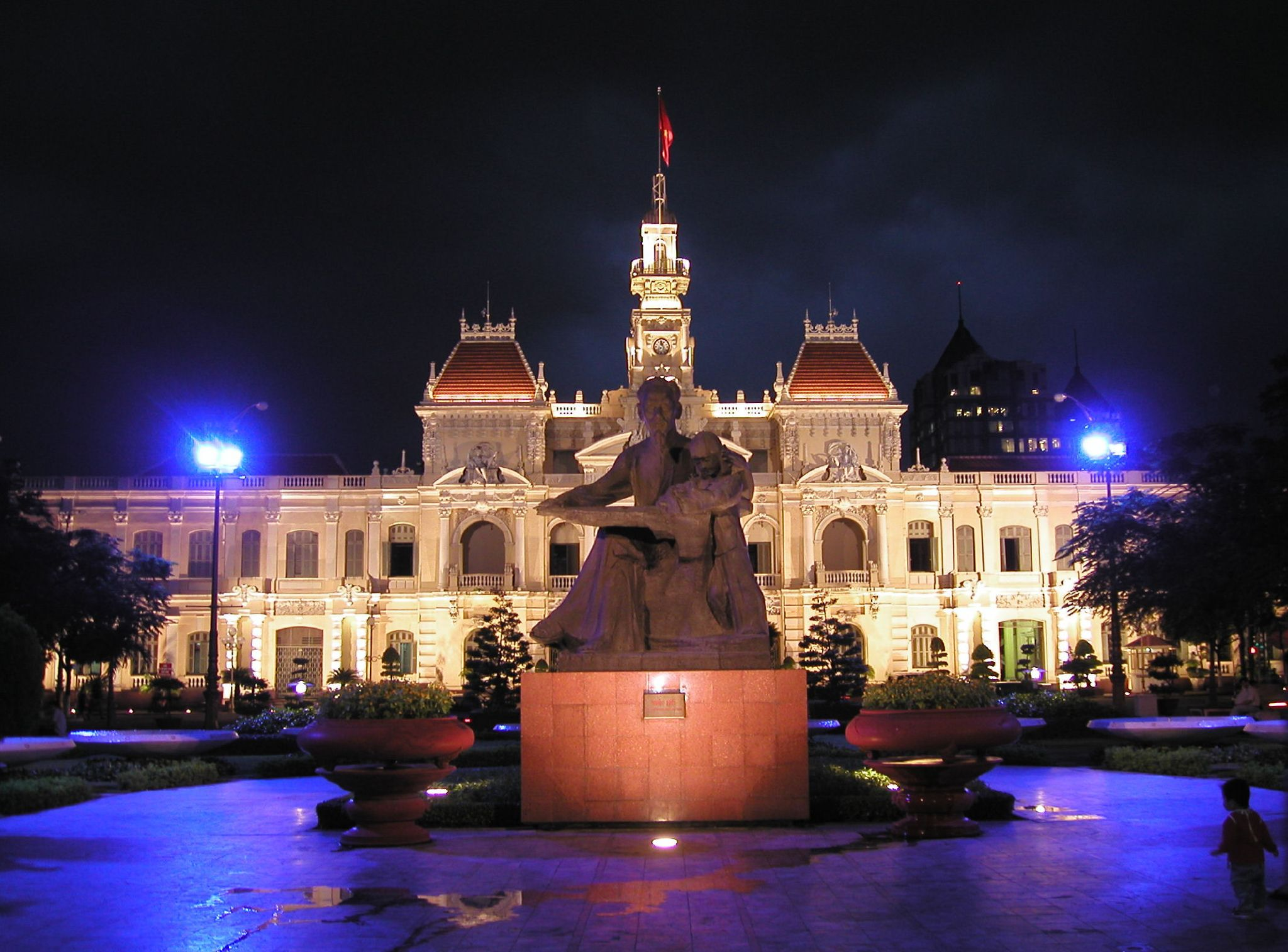
Rådhuset.

Ho Chi Minh-staden är landets viktigaste ekonomiska centrum, med 7,5 % av landet befolkning men svarar för 20 % av landets BNP. Det är också här som flesta utländska direktinvesteringarna hamnar. 2007 var BNP per capita 2 100 amerikanska dollar, jämfört med hela landet där snittet låg på 730 dollar. Den ena av de två börserna i Vietnam, Ho Chi Minh Stock Exchange, är belägen i staden och var också den första som startades. Staden har ett brett näringsliv, med jordbruksprodukter, handel och turism. 
Det finns flera företagsparker och Export processing zones i och runt omkring Ho Chi Minh-staden, med bland annat inriktning mot högteknologi och mjukvaruutveckling. Staden försöker bli ett centrum för högteknologi i Sydostasien och strävar efter att kunna locka till sig outsourcing, bland annat i konkurrens med Indien. 
3 miljoner turister besökte staden 2007, motsvarande 70% av alla turister som besökte Vietnam.
Sedan 1990 har Ho Chi Minh-staden stått för mellan 28 och 35 procent av Vietnams totala intäkter från turismen. Staden mottar hela tiden ett ökande antal turister från utlandet, upp från 180 000 år 1990 till flera miljoner idag.

## Media, kultur och underhållning

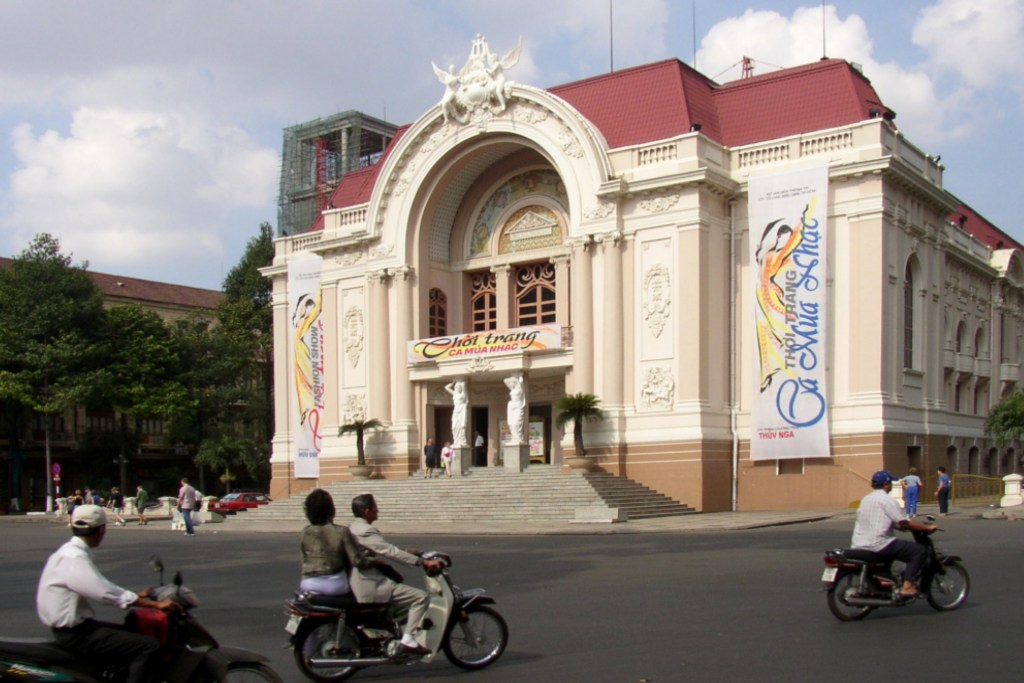
Teater.

Ur mediasynpunkt är staden den mest utvecklade i landet. Det finns sju dagstidningar. HCMC Television (HTV) är den största TV-distributören efter staten. The Voice of HCMC People är den största radiostationen i södra Vietnam. Det finns flera hundra biografer och teatrar, och dessa står för 60-70% av intäkterna i Vietnam inom detta område. De flesta privata filmbolag finns dessutom här. De flesta telefonabonnemang är till mobiltelefoner med en årlig tillväxt på 20%.
Staden har flera bokförlag och ett stort antal bokaffärer. HCMC General Library har över 1,5 miljoner böcker, och dessutom finns ett stort antal mindre bibliotek och skolbibliotek. Kända museer är Historiska museet och Revolutionsmuseet. Staden kan erbjuda 18 000 hotellrum och tio femstjärniga hotell.

## Kommunikationer

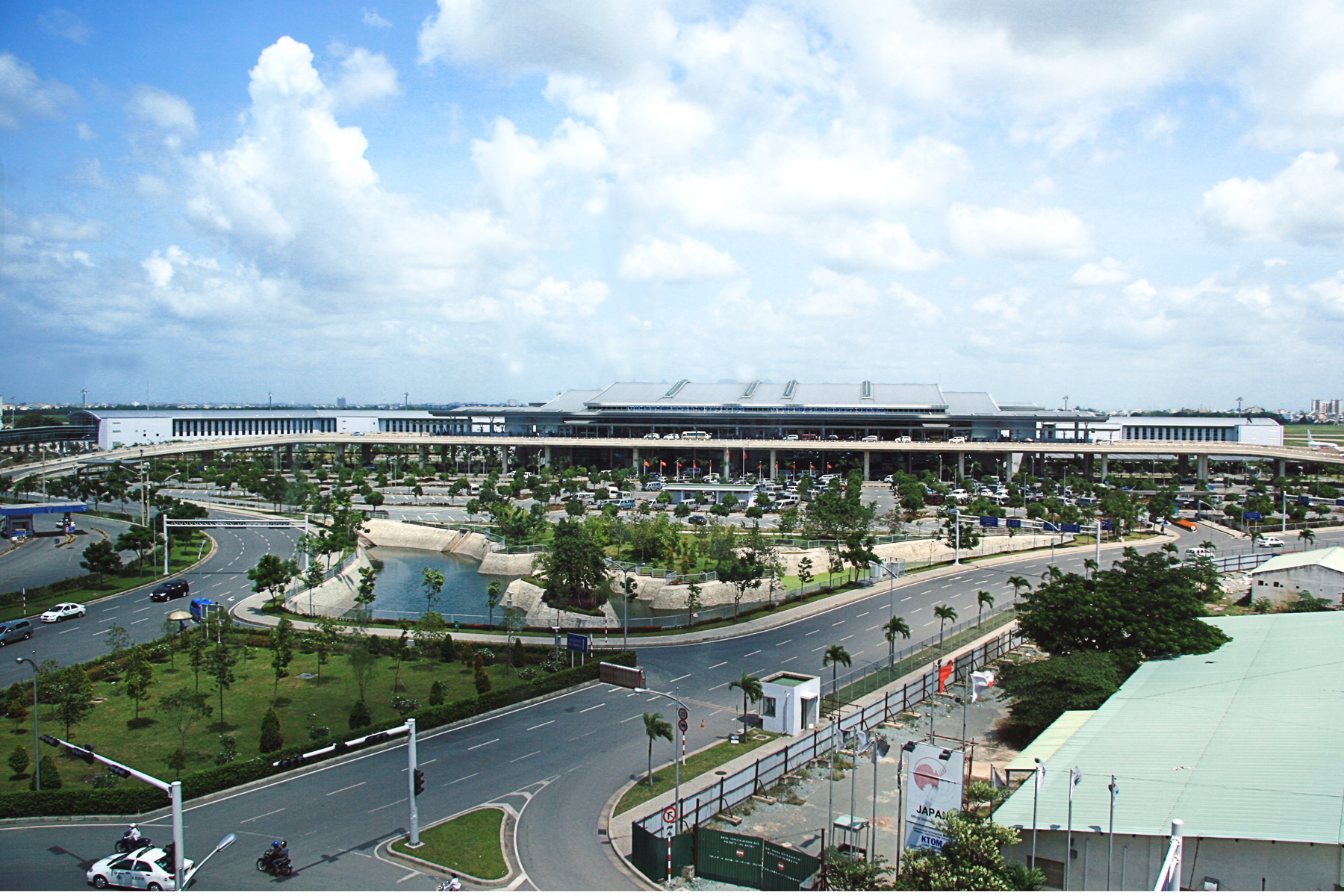
Tan Son Nhat Internationell flygplats.

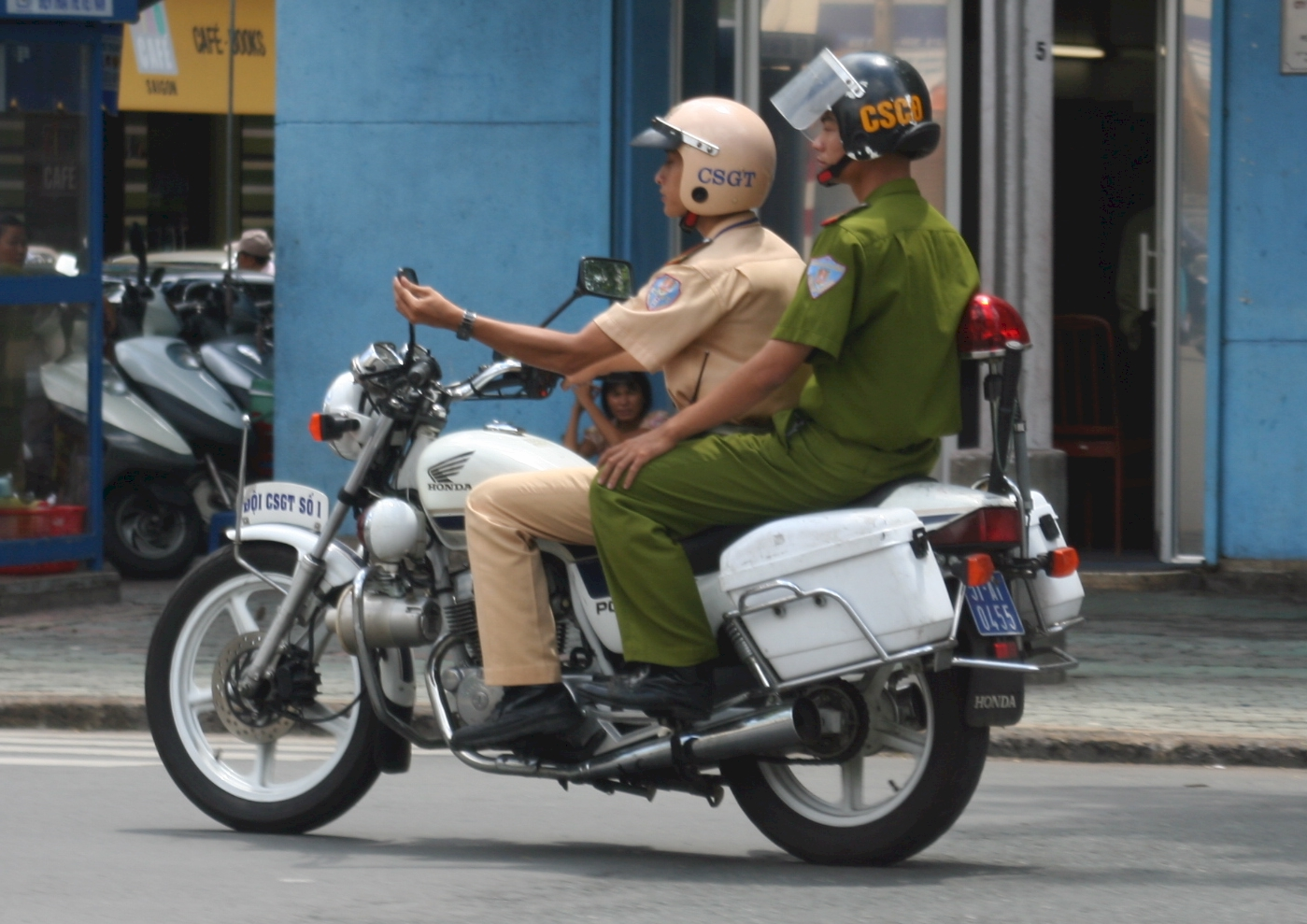
En polismotorcykel i Ho Chi Minh-staden.

### Till och från
Ho Chi Minh-staden betjänas av flygplatsen Tan Son Nhat internationella flygplats (den tidigare flygbasen under Vietnamkriget) som ligger strax norr om stadskärnan. Hit går det direktflyg från Europa och en rad direktförbindelser till alla de största städerna i Sydost- och Östasien. Det finns också goda flygförbindelser till alla Vietnams större städer.
Tågförbindelser finns framför allt till områdena norr om staden. Det finns tåg till Hanoi flera gånger om dagen - en resa som tar mellan 30 och 40 timmar.
Det finns också bussförbindelser till många städer i Vietnam och in i Kambodja.

### Inom staden
Ho Chi Minh-staden har endast en tunnelbanelinje samt ett bussnät. Vidare finns taximoped, cyclo (cykeltaxi) eller taxibilar. 
Ho Chi Minh City Metro med sin första linje togs i drift december 2024.

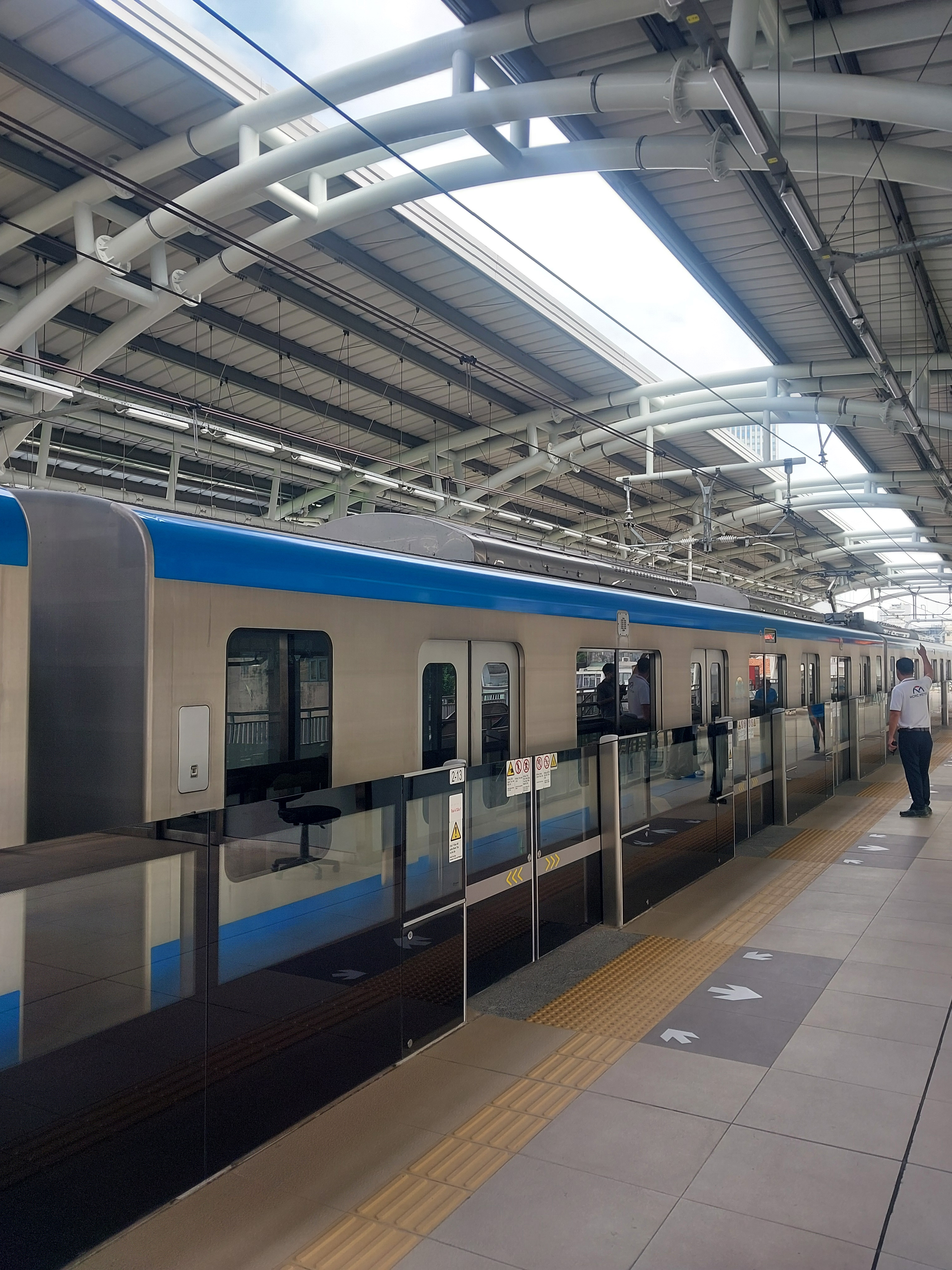
Ho Chi Minh City Metro
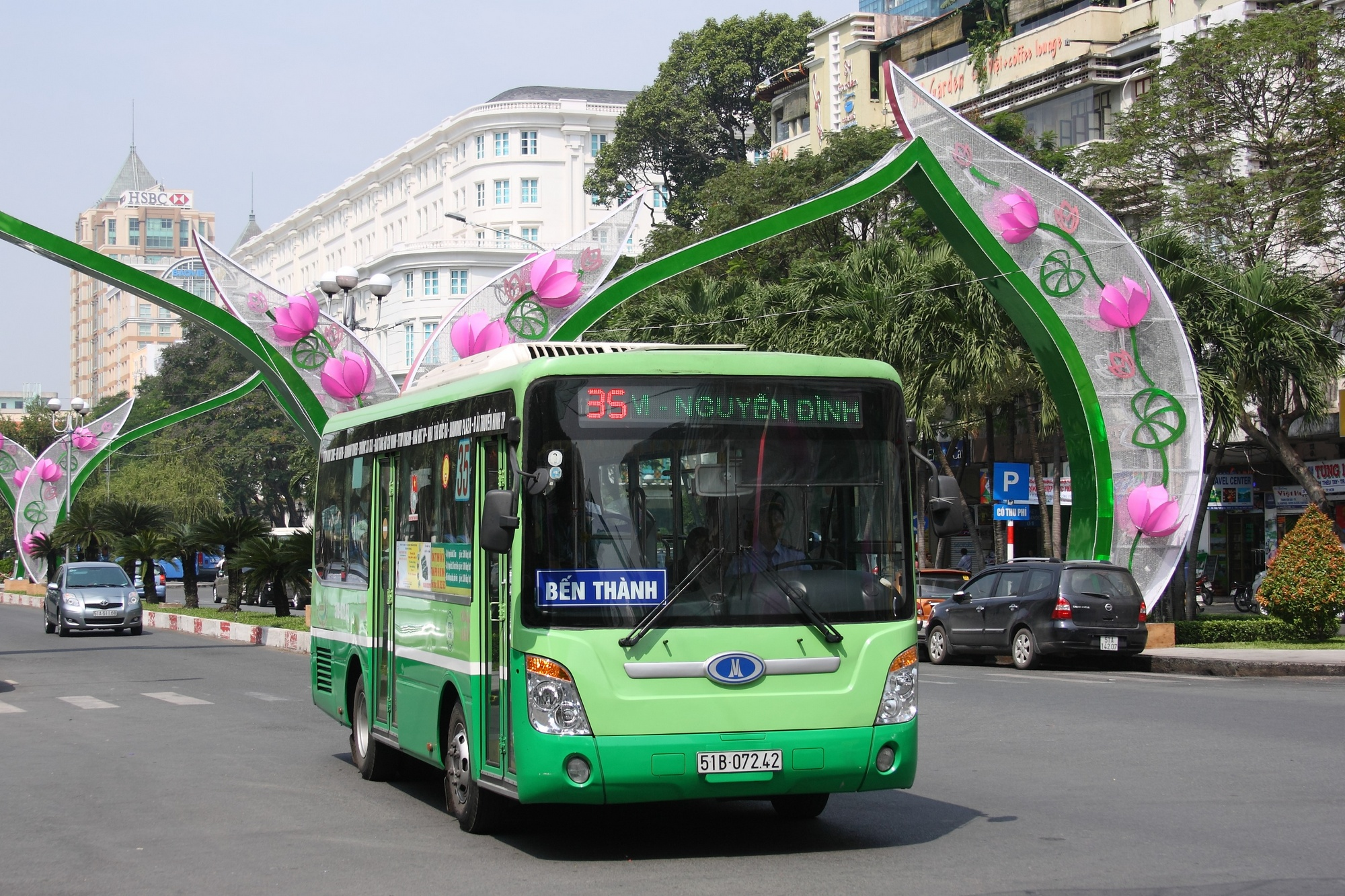
Stadsbuss i Ho Chi Minh City